# 四条河原町阪急

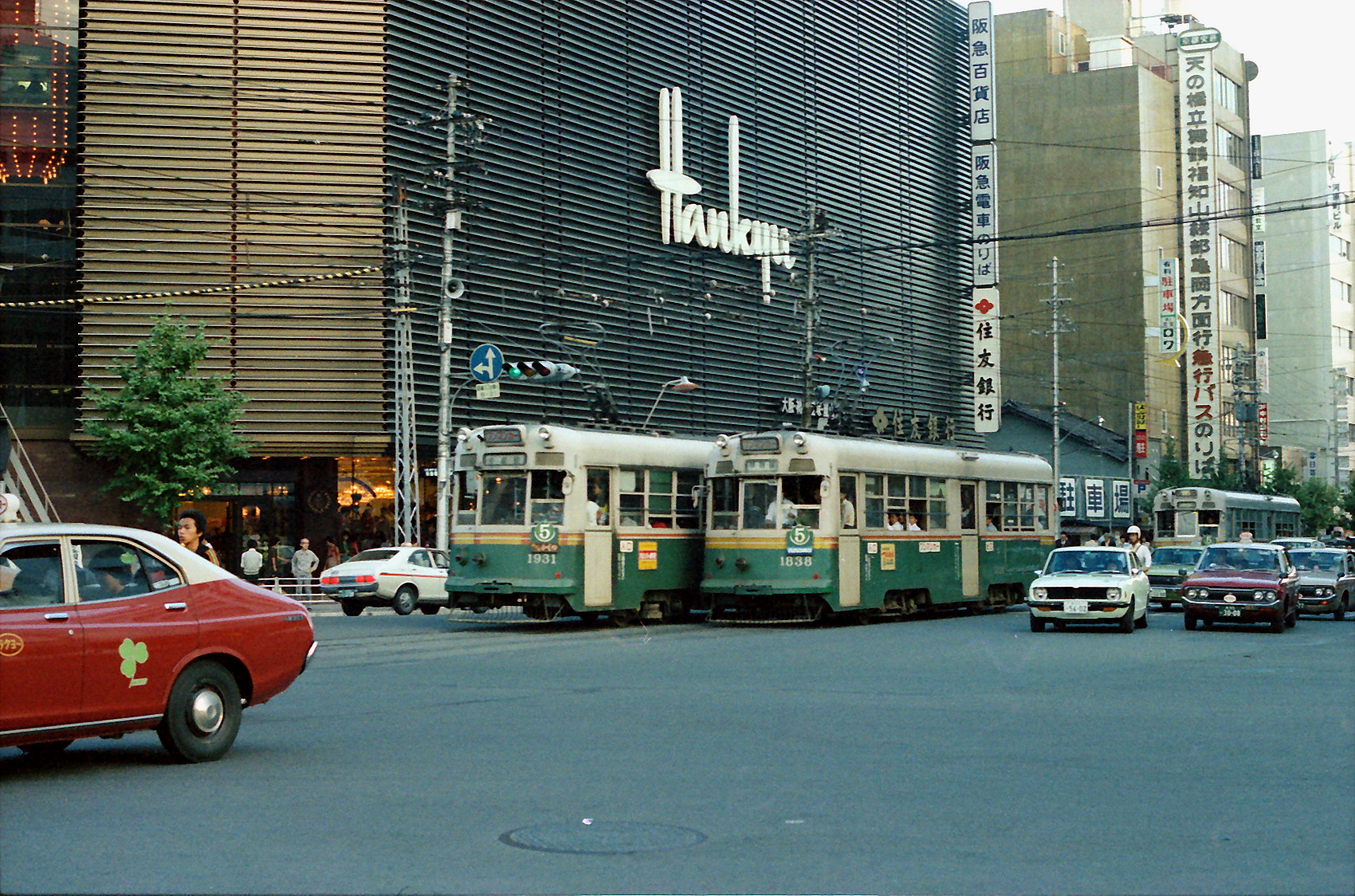
開業当時の当店と京都市電

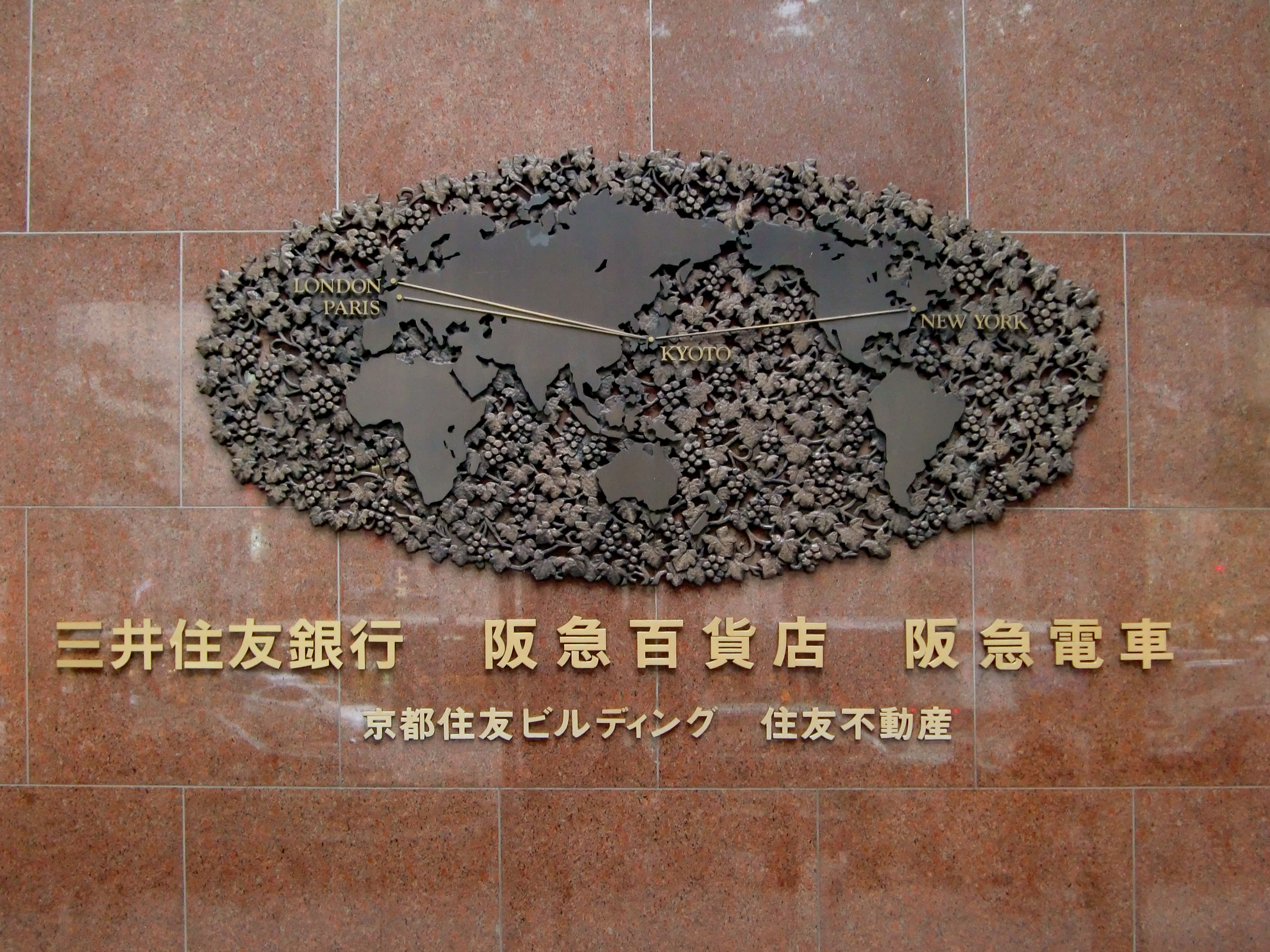
世界地図

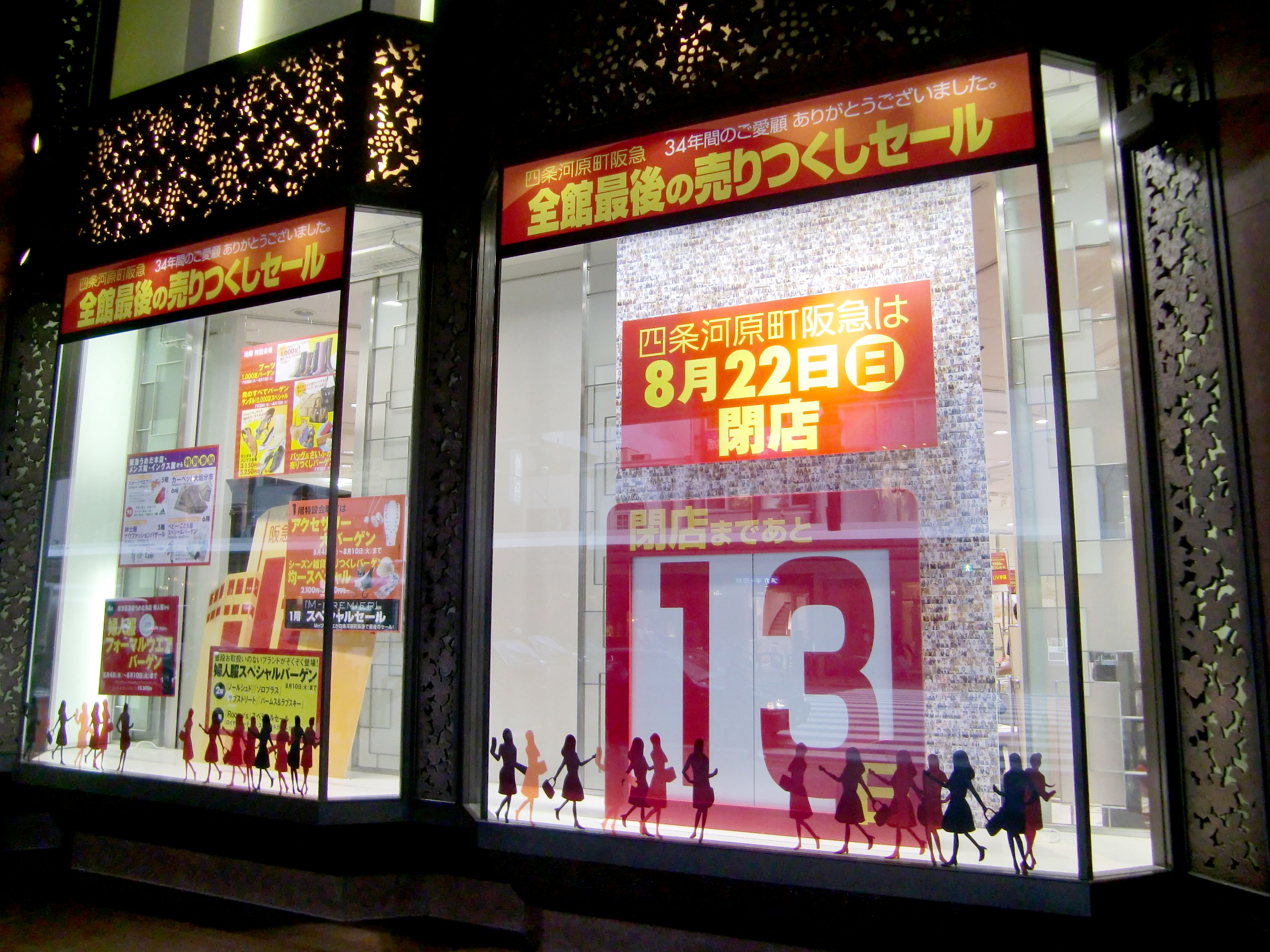
四条河原町阪急閉店カウントダウン（2010年8月10日撮影）

四条河原町阪急（しじょうかわらまちはんきゅう）は、かつて京都府京都市下京区にあった阪急阪神百貨店運営の百貨店である。1976年（昭和51年）10月15日に開店し、2010年（平成22年）8月22日に閉店した。
阪急京都本線河原町駅に直結するターミナル百貨店で、駅に直結した京都市最大の繁華街・四条河原町の交差点角の好立地のため、待ち合わせ場所としても親しまれていた。

## 概要
京都住友ビルディング（住友不動産京都ビル）の地階 - 6階に入居していた。7・8階には百貨店と同じエイチ・ツー・オー リテイリング傘下の阪急商業開発がレストラン街「モザイクダイニング四条河原町」を展開しており、百貨店が撤退し京都マルイが入居した後も住友不動産が運営する「FOOD HALL」がオープンするまで営業されていた。
京都は大丸、髙島屋、藤井大丸といった伝統的な呉服系百貨店がひしめく中、初の電鉄系百貨店だった。開業したその年には阪急ブレーブスの応援セールで店内が混雑するなど、ユニークな手法に一目置かれた。当店開業の翌年には、京都駅前にあった百貨店・丸物（近畿日本鉄道・近鉄百貨店子会社）の本店も京都近鉄百貨店に店名を変更し、大阪近鉄バファローズ応援セールを実施したことで注目されるようになった。

### 競合店との差別化
阪急の店舗の中では下から3番目の規模で営業面積が9千平方メートルに過ぎなかった。このため、大丸、髙島屋といった近隣の大規模な老舗百貨店との差別化を図ろうと、若者向けのファッションに特化した店舗展開を行い、1980年代にデザイナーズブランドを中心とした先端的な若者向けファッションを取り扱って若者の支持を集め、1991年（平成3年）に売上高約171億円を上げていた。

### 経営悪化
デザイナーズブランドブームが去ると競合店に客足を奪われたほか、若者向けのファッションに特化する戦略は4、5年で顧客が入れ替わるため、長期的な信頼関係を構築して売上を確保する百貨店の一般的な戦略が通用しなかった。
阪急河原町駅の1日当たりの乗降客数が1997年（平成9年）に約8.8万人から2010年（平成22年）に約6.49万人に減少するなど店舗のある四条河原町の集客力が低下した一方で、ジェイアール京都伊勢丹開業で京都駅周辺の集客力が高まったことや、低価格の衣料専門店の台頭による「百貨店離れ」などにより、京都地区の百貨店売上高の合計が2009年（平成21年）は約2597億円と2001年（平成13年）から約20%も減少する影響を受けていた。
業績の改善を目指して2000年（平成12年）以降に2度の大規模な改装を行ったり、2007年（平成19年）10月にグループの阪急電鉄が当店の向かい側の四条河原町北東角に商業施設「コトクロス阪急河原町」を開業した際には共同でスタンプラリーを行って四条河原町地区への集客力向上を図った。
しかし、2005年（平成17年）3月期で売上高約71.49億円、2006年（平成18年）3月期で前年比7.3%減の売上高約66.25億円、2007年（平成19年）3月期で売上高約66.75億円、2008年（平成20年）3月期で売上高約66.31億円と低迷していたところに、リーマンショック後の消費低迷が加わり、2009年（平成21年）3月期に売上高約56.14億円、2010年（平成22年）3月期に売上高約45.74億円とさらに大きく落ち込み、赤字が続いていた。赤字に転落した2005年3月以降は一度も黒字転換していない。
また、グループの鉄道部門の乗降客数に大きく影響するほどの規模の店舗でないことから赤字でも戦略的に営業を続ける対象でなかったこともあり、2010年（平成22年）11月末のビルを所有する住友不動産との賃貸契約が切れる前の同年8月22日に閉店した。
当店閉店後の跡地には京阪電気鉄道や家電量販店、丸井など20社以上が出店を希望したが、2010年（平成22年）8月10日に丸井が出店することが正式に発表され、2011年（平成23年）4月27日に、丸井の関西地区で3店目となる京都マルイが開業した。
しかし、同店も住友不動産との契約を更新せず、2020年5月末に閉店した。その後のテナントは未定となっていたが、建物所有者である住友不動産自身が運営・開発する形で2021年5月12日に家電量販店のエディオンを核テナントとした商業施設「京都河原町ガーデン」にリニューアルされた。

## 世界地図
四条河原町阪急の入口横には「世界地図」があり、京都の待ち合わせの名所として長年市民に親しまれていた。当店が閉店後も「世界地図」はマルイを経て、「京都河原町ガーデン」の壁にも残されている。

## 閉店時のフロア
- 地下1階 婦人靴・服飾雑貨と婦人服のフロア
- 1階 アクセサリー・化粧品と婦人服のフロア
- 2階 婦人服のフロア
- 3階 婦人服と服飾雑貨のフロア
- 4階 婦人服と生活雑貨のフロア
- 5階 紳士服と紳士洋品雑貨のフロア
- 6階 ビューティー&リラクシングと生活雑貨のフロア

## 沿革
- 1976年（昭和51年）10月15日 - 開店（当初の計画では1975年4月1日の開業を目指していたが、オイルショックによる政府の自粛要望により、工事が一時中断したために遅れた。なお、工事は1974年9月に再開した[25]。）
- 2000年（平成12年） - デパ地下を廃止するなど、大規模な改装を実施した。食品関係は近隣の百貨店に任せ､ファッションに特化する方針を鮮明にした。
- 2010年（平成22年）6月9日 - 「閉店売りつくしセール」を開始した。
- 2010年（平成22年）8月22日午後7時50分 - 閉店。